# قتل های والهالا
قتل‌های والهالا (ایسلندی: Brot) یک مجموعه تلویزیونی پلیسی هشت قسمتی است که در ایسلند تولید شده‌است، در ابتدا در سال ۲۰۱۹ در آنجا پخش شد، سپس در سال ۲۰۲۰ در سراسر جهان در نتفلیکس منتشر و به صورت رایگان از BBC Four در بریتانیا پخش شد.
این دومین سریال ایسلندی است که در نتفلیکس نمایش داده می‌شود، به دام افتاده (Ófærð) اولین سریال است. خلاصه داستان بر اساس یک حادثه واقعی است. همان‌طور که در مقاله ای در وب سایت MEAWW توضیح داده شده‌است،"در اواخر دهه ۱۹۴۰، رویداد تقریباً مشابهی در ایسلند دور افتاده رخ داد. یک مؤسسه دولتی پسران جوان و مشکل دار بین ۷ تا ۱۴ ساله را اسکان می‌داد که در آنجا توسط کارکنان مورد ضرب و شتم و آزار قرار می‌گرفتند. اگرچه در واقعیت هیچ قتلی وجود نداشت، اما فی نفسه، همان‌طور که در سریال نشان داده شد، سر و صدای زیادی به پا کرد و در نهایت به پسران غرامت پرداخت شد.»

## نقش‌ها
- نینا دوگ فیلیپوسدوتر در نقش کاتا
- بیورن ثورز در نقش آرنار
- سیگوور اسکولاسون در نقش مگنوس
- برگور ابی بندیکتسون در نقش ارلینگور
- تینا هرافنسدوتیر در نقش هلگا
- ادا بیرگوینسدوتیر در نقش سووا
- Arndís Hrönn Egilsdóttir در نقش هوگرون
- آنا گوندیس گودمونددوتیر در نقش سلما
- آلدیس آماه همیلتون در نقش دیسا

## Episodes
| شم. | عنوان                    | کارگردان           | نویسنده                                                 | تاریخ پخش اصلی |
| --- | ------------------------ | ------------------ | ------------------------------------------------------- | -------------- |
| ۱ | «هرگز قبلاً دیده نشده‌است» | Þorður Pálsson     | Óttar M. Norðfjörd and Mikael Torfason                  | ۲۶ دسامبر ۲۰۱۹ |
| Þór Ingimarsson در بندر ریکیاویک با ضربات چاقو کشته شد. کارآگاه کهنه‌کار پلیس کاتا برای تحقیق اعزام می‌شود و با دوست خبرنگارش سلما که به صحنه می‌رسد. ایریس، نگهبان Þor به عنوان مظنون اولیه دستگیر می‌شود، اما پزشکی قانونی به این نتیجه می‌رسد که چاقو زدن توسط یک زن انجام نشده‌است. ایریس می‌گوید که یک مرد نقابدار در تمام طول آن شب آنها را تعقیب می‌کرد که توسط دوربین‌های نظارتی تأیید شده‌است. بعداً مرد دیگری به نام Ómar Karlsson به قتل رسید. هر دو قربانی جراحات چاقو یکسان روی چشمان خود دارند. کمیسر پلیس مگنوس قصد دارد این ارتباط را از مردم پنهان کند، اما سلما این اطلاعات را در یک کنفرانس مطبوعاتی فاش می‌کند. پلیس تصمیم می‌گیرد یک بازپرس را از خارج استخدام کند. |                          |                    |                                                         |                |
| ۲ | «بازگشت»                 | Þorður Pálsson     | Óttar M. Norðfjörd and Mikael Torfason                  | ۲ ژانویه ۲۰۲۰  |
| بازپرس خارجی Arnar Böðvarsson، یک تبعه ایسلندی است که در اسلو، نروژ زندگی می‌کند. آرنار خاطرنشان می‌کند که قربانیان باید قاتل را می‌شناختند، زیرا هیچ زخم دفاعی وجود ندارد. پاکتی در گاوصندوق Ómar یافت می‌شود که حاوی عکس Þór، Ómar، یک زن ناشناس و گروهی از پسران نوجوان است. پسر Ómar, Ragnar، عکس را از کارکنان و ساکنان Valhalla، یک خانه پسرانه در نزدیکی Borgarnes تشخیص می‌دهد و زن را به‌عنوان Brynja Þorsteinsdóttir معرفی می‌کند. هاکون جنسن، رئیس پلیس بورگارنس، از خانه برینجا بازدید می‌کند و متوجه می‌شود که او گم شده‌است. کاتا والهالا را جست‌وجو می‌کند و جسد برینجا را می‌بیند که زخم‌های چشمی مشابه سایر قربانیان دارد. |                          |                    |                                                         |                |
| ۳ | «والهالا»                | Þorður Pálsson     | Óttar M. Norðfjörd and Mikael Torfason                  | ۹ ژانویه ۲۰۲۰  |
| کودکی در مزرعه ای در نزدیکی والهالا ماشینی را توصیف می‌کند که در روز قتل از آنجا رد شد. کاتا گزارشی از تمام خانه‌های پسران در کشور، از جمله والهالا، از آرشیو وزارت دادگستری بازیابی می‌کند. پتور آلفریسون، دادستان ایالتی که این گزارش را گردآوری کرده‌است، در مورد آن مصاحبه می‌شود، اما شک دارد که والهالا ارتباط داشته باشد. آرنار کپی دیگری از عکس را پیدا می‌کند که کمی قبل از مرگش برای Þór پست شده‌است. پلیس شروع به کار برای ردیابی همه پسرانی می‌کند که در والهالا زندگی می‌کردند. کاتا با یکی از آنها به نام ویدار جانسون ملاقات می‌کند که از سوء استفاده‌های وحشتناک در والهالا می‌گوید که در گزارش ثبت نشده‌است. ویدار اشاره می‌کند که یک پسر در عکس به نام تامی ناپدید شد. آرنار با بندیکت دیگری ملاقات می‌کند که می‌گوید یکی دیگر از کارکنان والهالا وجود دارد - گومی که عکس را گرفته‌است.. |                          |                    |                                                         |                |
| ۴ | «زخم‌ها»                  | Þorður Pálsson     | Óttar M. Norðfjörd and Mikael Torfason                  | ۱۶ ژانویه ۲۰۲۰ |
| پلیس گومی را ردیابی می‌کند، اما برای جلوگیری از قتل او، لحظاتی دیر به خانه او می‌رسد. سلما یک مصاحبه تلویزیونی با ویدار و بندیکت ضبط می‌کند، که در آن ویدار شرح می‌دهد که چگونه هر هفته در والهالا یک پسر به اتاقی تاریک برده شده و مورد تجاوز جنسی قرار می‌گیرد، و زخمی به شکل قلاب روی بازوی خود نشان می‌دهد که به همه پسران به عنوان مارک داده شده‌است. آندرس هاوکسون، یک زندانی و ساکن سابق والهالا، ادعا می‌کند که می‌داند قاتل کیست: اشتاینشور جانسون، یک «روان‌شناس» و قلدر در والهالا. آندرس شک دارد که تامی، پسری که ناپدید شده، به سادگی در وسط یک کولاک فرار کرده‌است. والدین تامی، داگنی و کریستیان به ایستگاه پلیس می‌آیند و یکی از دندان‌های او را با خود می آورند. |                          |                    |                                                         |                |
| ۵ | «در معرض دید»            | Þorður Pálsson     | Óttar M. Norðfjörd, Mikael Torfason, and Ottó Geir Borg | ۲۳ ژانویه ۲۰۲۰ |
| اثر انگشت اشتاینشور با اثر انگشت روی عکس Þór مطابقت دارد، و فیلم‌های نظارتی در یک مرکز خرید نشان می‌دهد که او با Þór بحث می‌کند. پلیس مسلح به آخرین محل سکونت شناخته شده او، خانه ای در نیمه راه یورش برد، اما او غایب است. DNA دندان تامی با اسکلت ۳۰ ساله ای که در نزدیکی والهالا یافت شده مطابقت دارد. شک به‌طور طبیعی متوجه Steinþór می‌شود. کاتا ماشینی را که با توصیف کودک مطابقت دارد، در گاراژی که دیواری پوشیده از عکس‌ها و اطلاعات قربانیان دارد، قرار می‌دهد. آرنار اشتاینسور را به یک نیروگاه متروکه تعقیب می‌کند - جایی که او می‌بیند که اشتاینشور به دست کریستیان به شدت زخمی شده‌است، که به قتل‌ها اعتراف می‌کند. کاتا به زودی به کارخانه می‌رسد. کریستیان به او کمین می‌کند و با تپانچه خود را می‌کشد. |                          |                    |                                                         |                |
| ۶ | «مکان پنهان»             | Þóra Hilmarsdóttir | Óttar M. Norðfjörd, Mikael Torfason, and Ottó Geir Borg | ۳۰ ژانویه ۲۰۲۰ |
| کاتا به خاطر اجازه دادن به مجرم برای به دست آوردن کنترل اسلحه اش به مرخصی گذاشته می‌شود. آرنار از اشتاینشور در بیمارستان سؤال می‌کند. او دست داشتن در قتل تامی را انکار می‌کند و می‌گوید که تامی اقدام به ترور متجاوز پسران کرده و باید به خاطر آن کشته شده باشد. پلیس حل سریع پرونده را جشن می‌گیرد، اما آرنار خاطرنشان می‌کند که قتل گامی با دیگران متفاوت است - چشمان او بریده نشده بود و رد کفش‌های یافت شده در صحنه با آنچه در خانه عمر پیدا شد مطابقت ندارد. سلما به او می‌گوید که گومی قصد داشت چندین عکس برای او بیاورد. با این وجود، مگنوس برای بستن پرونده و فرستادن آرنار به نروژ حرکت می‌کند. هاکون مصاحبه با ویدار را دوباره تماشا می‌کند و از توصیفات او برای پیدا کردن اتاق مخفی در والهالا استفاده می‌کند که در آن تجاوزها اتفاق افتاده‌است. او مستقیماً با کاتا تماس می‌گیرد که با وجود نداشتن قدرت پلیس موافقت می‌کند که کمک کند. آنها اتاق را اسکن می‌کنند و با یافتن خون خشک شده، به این نتیجه می‌رسند که تامی در آنجا به قتل رسیده‌است. تحقیقات بیشتر نشان می‌دهد که گزارش والهالا توسط مگنوس نوشته شده‌است. |                          |                    |                                                         |                |
| ۷ | «Crossroads»             | Þóra Hilmarsdóttir | Óttar M. Norðfjörd, Mikael Torfason, and Ottó Geir Borg | ۶ فوریه ۲۰۲۰   |
| هاکون و کاتا جعبه‌ای از عکس‌های قدیمی والهالا را بازیابی می‌کنند که یکی از آن‌ها مگنوس را در صحنه به عنوان افسر پلیس در تحقیقات دربارهٔ ناپدید شدن تامی نشان می‌دهد. علاوه بر این، دست خط در گزارش با دست خط یادداشتی از مگنوس مطابقت دارد. هاکون و کاتا درخواست تحقیق در مورد اینکه چرا مگنوس دخالت خود را با والهالا فاش نکرده‌است، می‌کنند، اما این درخواست به‌طور خلاصه رد می‌شود و مأموران برای ضبط اسناد به بورگارنس فرستاده می‌شوند. آرنار درخواست می‌کند که مرگ گامی بیشتر مورد بررسی قرار گیرد، سپس متوجه می‌شود که مگنوس درخواست خود را به بخش عمومی ابلاغ نکرده‌است. او با همسر مگنوس ملاقات می‌کند و معلوم می‌شود که فرزند خوانده آنهاست. سلما با مگنوس به صورت زنده مصاحبه می‌کند، ظاهراً در مورد حل پرونده، اما نسخه‌هایی از اسناد را به او ارائه می‌دهد و به شدت از او سؤال می‌کند. مگنوس مبهوت از مصاحبه بیرون می‌رود. |                          |                    |                                                         |                |
| ۸ | «هیولا در تاریکی»        | Þorður Pálsson     | Óttar M. Norðfjörd, Mikael Torfason, and Ottó Geir Borg | ۱ مارس ۲۰۲۰    |
| کاتا مستقیماً به پتور می‌رود تا در مورد مگنوس تحقیق کند. پتور مغز متفکر و متجاوز جنایات والهالا است و مگنوس به عنوان همدست غیرشرکت کننده اش رشوه می‌گیرد تا ساکت بماند. او نوشیدنی کاتا را مصرف می‌کند و او را مخفی می‌کند، اگرچه او موفق می‌شود تلفنش را پنهان کند. مگنوس که فکر دومی کرده بود، از پتور بازدید می‌کند و کاتای ناخودآگاه را می‌یابد. پتور او را با آچار می‌زند. آرنار گناه پتور را استنباط می‌کند و با پیدا کردن اینکه کاتا گم شده‌است، برای جستجوی او به خانه پتور می‌رود. ترس او زمانی تأیید می‌شود که می‌بیند تلفنش در داخل زنگ می‌خورد و مگنوس به او می‌گوید که او را با قایق برده‌اند. آرنار به پلیس اطلاع می‌دهد و با عجله به سمت نزدیکترین مارینا می‌رود. در رویارویی بعدی، آرنار چندین ضربه چاقو خورد، اما پتور را به داخل آب می‌برد. کاتا شیرجه می‌زند و آرنار را نجات می‌دهد. از بیمارستان، کاتا می‌شنود که مگنوس برای بازجویی نگهداری می‌شود و پتور گم شده‌است. او به جای زخم روی بازوی خود نگاه می‌کند که پتور به او داده‌است، که مشابه زخم‌های پسران والهالا است..                                           |                          |                    |                                                         |                |